# Dorycnopsis
Dorycnopsis är ett släkte av ärtväxter. Dorycnopsis ingår i familjen ärtväxter.
Kladogram enligt Catalogue of Life:
| Dorycnopsis | \| \| Dorycnopsis abyssinica \| \| \| \| \| \| Dorycnopsis gerardii \| \| \| \| |
|             | \| \| Dorycnopsis abyssinica \| \| \| \| \| \| Dorycnopsis gerardii \| \| \| \| |
|             | Dorycnopsis abyssinica                                                          |
|             |                                                                                 |
|             | Dorycnopsis gerardii                                                            |
|             |                                                                                 |